# Weinzlitz
Weinzlitz ist ein Gemeindeteil der Gemeinde Regnitzlosau im Landkreis Hof (Oberfranken, Bayern). Weinzlitz liegt in der Gemarkung Vierschau.

## Geografie
Das Dorf liegt auf freier Flur an der Südlichen Regnitz und am Zechbächl, der dort als rechter Zufluss in die Südliche Regnitz mündet. Anliegerwege führen nach Vierschau (0,7 km nördlich) und zur Kreisstraße HO 42 (1 km nordwestlich).

## Geschichte
Weinzlitz wurde im Jahre 1374 erstmals urkundlich erwähnt. 1390 besaß Nickel von Kotzau einen Hof und zwei Güter, Konrad Rabensteiner zwei Lehengüter im Dorf. Im Jahre 1413 wurde ein Vorwerk der Rabensteiner errichtet, das ab 1417 zum Adelssitz ausgebaut wurde. Der Sitz gehörte zur vogtländischen Ritterschaft. Am 10. Juni 1534 wurde Weinzlitz an Hans Heinrich von Feilitzsch auf Trogen, obern Teils, verkauft.
Gegen Ende des 18. Jahrhunderts bestand Weinzlitz aus 12 Anwesen. Die Hochgerichtsbarkeit hatte das bayreuthische Stadtvogteiamt Hof. Die Herren von Feilitzsch waren Grundherren sämtlicher Anwesen.
Von 1797 bis 1810 unterstand Weinzlitz dem Justiz- und Kammeramt Hof, 1810 kam der Ort zum Königreich Bayern.  Infolge des Ersten Gemeindeedikts wurde Grund dem 1812 gebildeten Steuerdistrikt Gattendorf und der zugleich entstandenen die Ruralgemeinde Vierschau zugewiesen. Das Weinzlitzer Rittergut hatte ein eigenes Patrimonialgericht, das 1848 aufgelöst wurde. Als man 1810 damit begann, alle Güter in Bayern einheitlich zu besteuern, wurden die Besitzungen mit 36.000 Gulden bewertet. Im 19. Jahrhundert wurden die Gutsgebäude mehrmals umgebaut. Das ehemalige Rittergut wurde ein rein landwirtschaftlicher Besitz.
Im Zuge der Gebietsreform in Bayern wurde Weinzlitz am 1. Juli 1972 nach Regnitzlosau eingemeindet.

### Einwohnerentwicklung
| Jahr      | 1799  | 1819  | 1861   | 1871   | 1885   | 1900   | 1925   | 1950   | 1961   | 1970   | 1987  |
| Einwohner | 55    | 52    | 88     | 83     | 65     | 65     | 82     | 74     | 65     | 51     | 36    |
| Häuser    | 12    |       |        |        | 12     | 12     | 12     | 14     | 12     |        | 12    |
| Quelle    | [ 6 ] | [ 7 ] | [ 10 ] | [ 11 ] | [ 12 ] | [ 13 ] | [ 14 ] | [ 15 ] | [ 16 ] | [ 17 ] | [ 1 ] |

## Religion
Weinzlitz ist bis heute nach St. Aegidien (Regnitzlosau) gepfarrt und seit der Reformation evangelisch-lutherisch geprägt.